# Röhre (Mykologie)

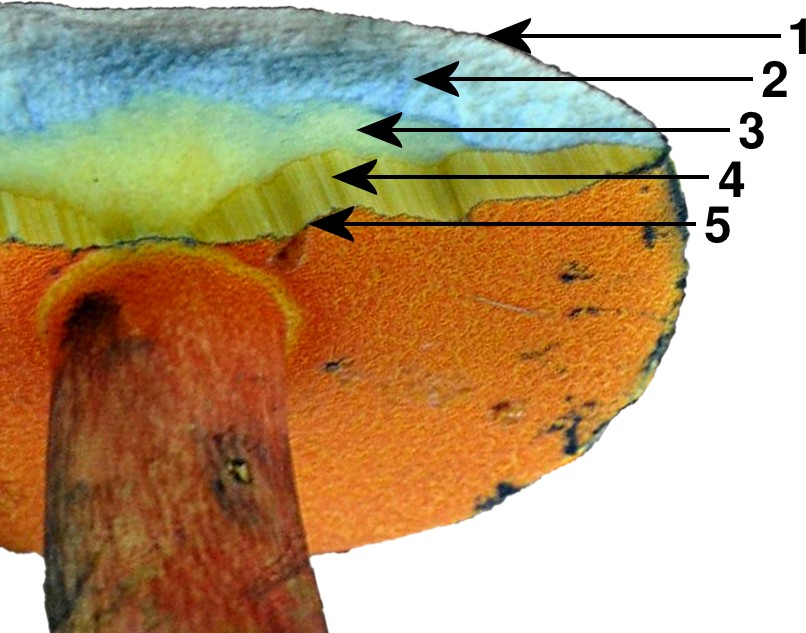
1: Hutdeckschicht (Huthaut)
2: Huttrama (Hutfleisch)
3: Röhrenboden
4: Röhrenschicht (-futter/-schwamm)
5: Röhrenmündungen (Poren)

Die Röhren sind bei Fruchtkörpern mit röhrlings-, porlings- oder leberreischlingsartigem Hymenophor die Trägerstruktur der sporenbildenden Fruchtschicht. Auf der vergrößerten Oberfläche kann der Pilz vergleichsweise mehr Sporen produzieren als dies zum Beispiel mit einem glatten bzw. fehlenden Hymenophor möglich wäre.

## Röhrenschicht
Die senkrecht ausgerichteten, zylindrischen Röhren bilden auf der geschützten Hutunterseite die Röhrenschicht, umgangssprachlich auch Röhren-, Schwammfutter oder Röhrenschwamm genannt. Bei den Dickröhrlingsverwandten lässt sich diese Schicht aus verwachsenen Röhren leicht von der Huttrama ablösen, bei den Porlingen ist sie dünner und fest mit dem Hutfleisch verwachsen. Das Hymenophor der Leberreischlinge besteht dagegen aus einzelnen, verschieden langen Röhren. Außerdem existieren zu den Fruchtkörpern mit lamellenförmigem Aufbau Übergangsformen. Beispielsweise werden das zu den Röhrlingen zählende Europäische Goldblatt und dessen Schwesterarten aus der Gattung der Blätterröhrlinge (Phylloporus) durch Fruchtkörper mit häufig verzweigten, stark querverbundenen Lamellen charakterisiert, die mitunter auch verkümmert porig ausfallen.

Ausprägungen der Röhrenschicht
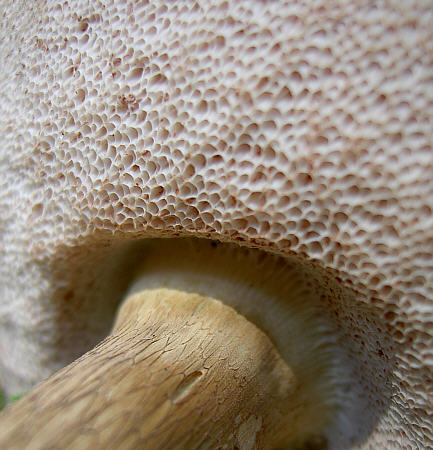
Weißliche bis schmutzig rosafarbene Röhren des Gemeinen Gallenröhrlings (Tylopilus felleus)
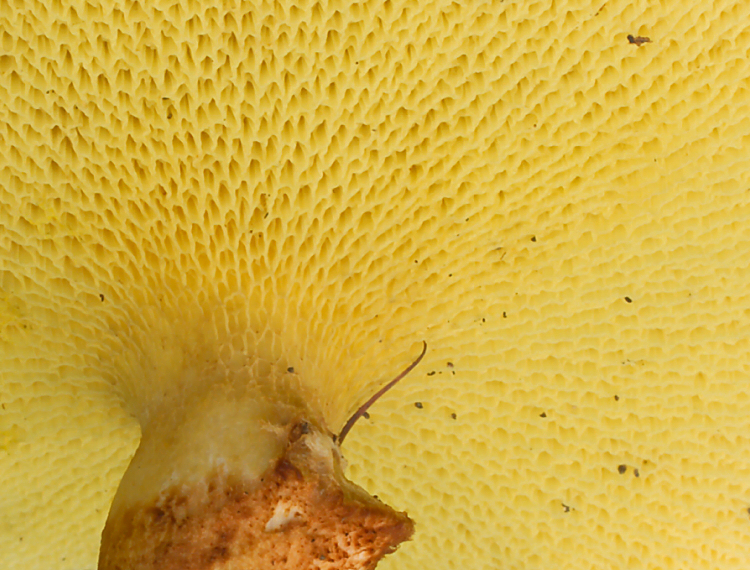
Gelbe und ausgeprägt eckige Röhren des Hohlfuß-Röhrlings (Suillus cavipes)
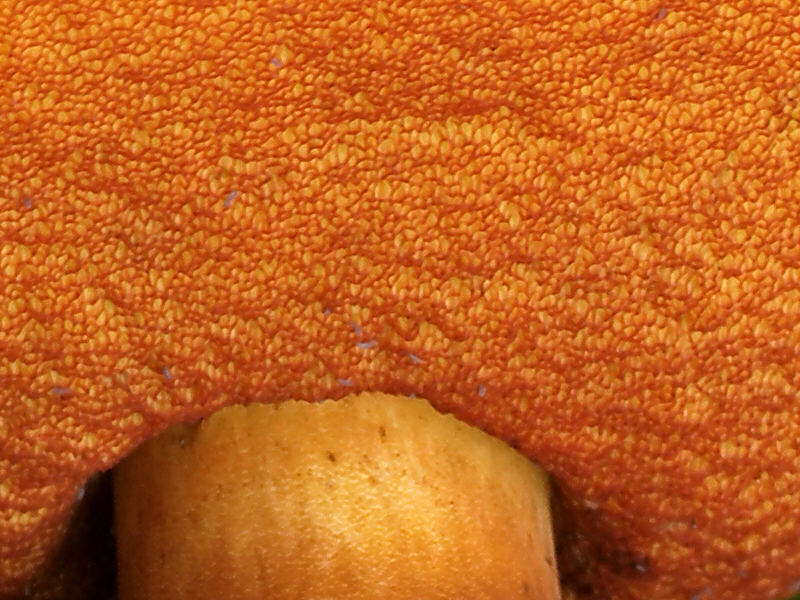
Gelbe Röhren mit roten Mündungen des Flockenstieligen Hexen-Röhrlings (Neoboletus luridiformis)
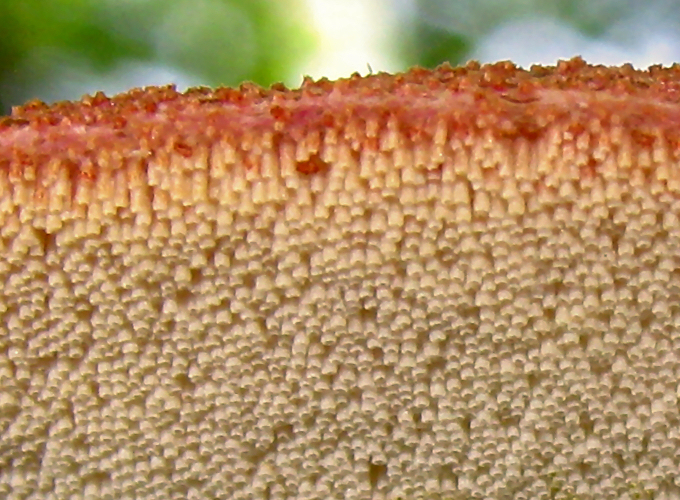
Gelbliche, freie und divers lange Röhren des Eichen-Leberreischlings (Fistulina haepatica)

## Bestimmungsmerkmale

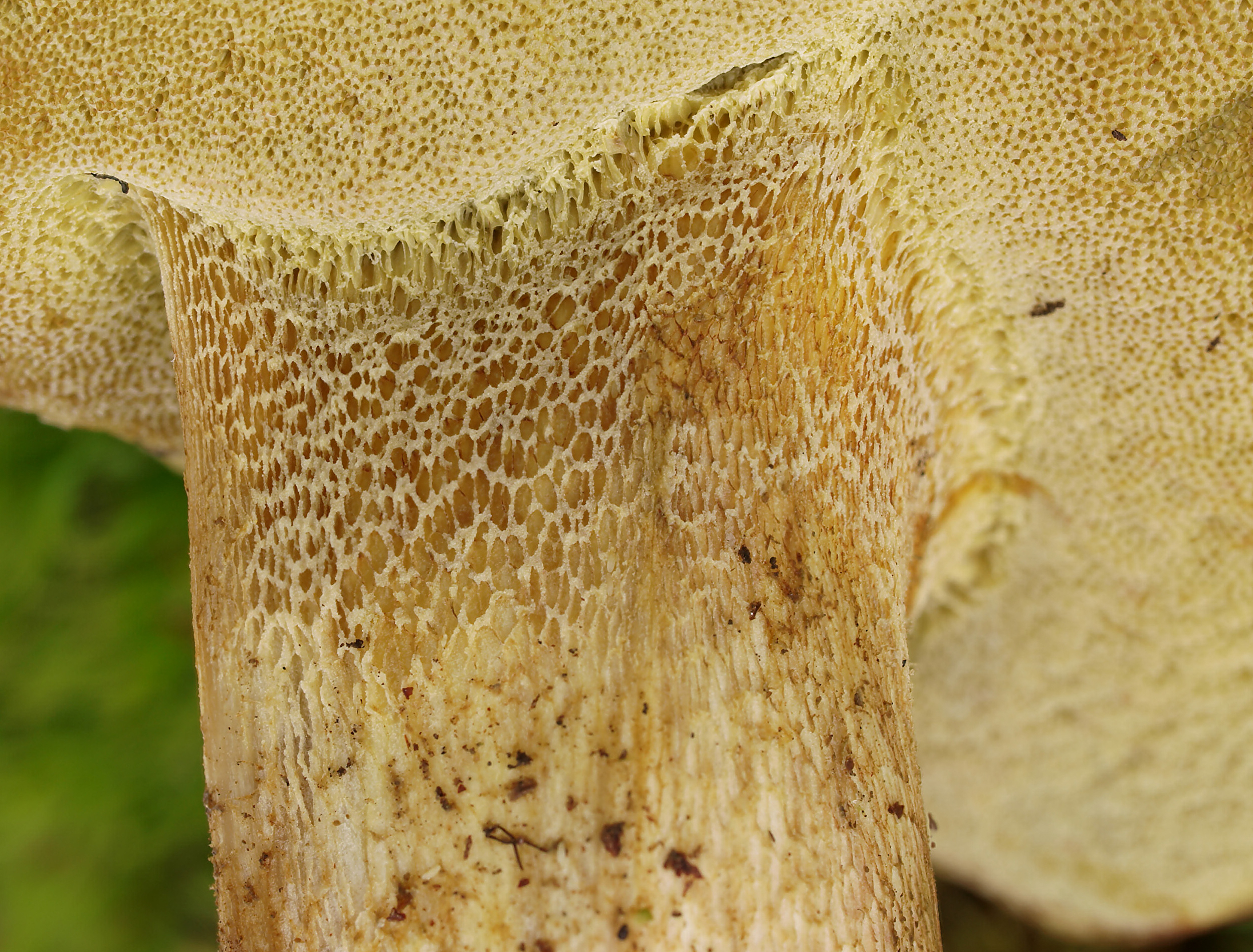
Die Röhrenschicht des Nadelwald-Anhängsel-Röhrlings (Butyriboletus subappendiculatus) läuft als Netz verkümmert am Stiel herab.

Die Röhrenschicht liefert oft wichtige Merkmale für die Pilzbestimmung und Artabgrenzung. Dazu zählen in erster Linie die Farben der Röhren, Poren (Röhrenmündungen) sowie des Röhrenbodens. Abhängig vom Alter der Fruchtkörper können hier auch Unterschiede auftreten. Wichtig ist zudem, ob sich die Schicht auf Druck verfärbt. Ebenso können die Form (zum Beispiel rund, vieleckig oder labyrinthisch) und der Durchmesser der Röhren entscheidend sein. Darüber hinaus gibt es analog zu den Lamellenpilzen Unterschiede beim Übergang am Hutansatz: Die Röhrenschicht ist entweder frei, fast frei, deutlich ausgebuchtet oder gerade angewachsen, kann aber auch am Stiel herablaufen. Bei einigen Röhrlingen geht die Röhrenschicht nahtlos ins Stielnetz über, sodass man bei der maschigen Struktur durchaus von verkümmerten Röhren sprechen kann.